# إزناكن تينسكت (إمكدال)
إزناكن تينسكت هي إحدى مشيخات المملكة المغربية، تتبع جغرافيا لإقليم الحوز وإداريًا لإمكدال. يقدر عدد سكانها بـ 2719 نسمة حسب الإحصاء الرسمي للسكان والسكنى لسنة 2004.